# 1870 ve fotografii
Tento článek obsahuje významné fotografické události v roce 1870.

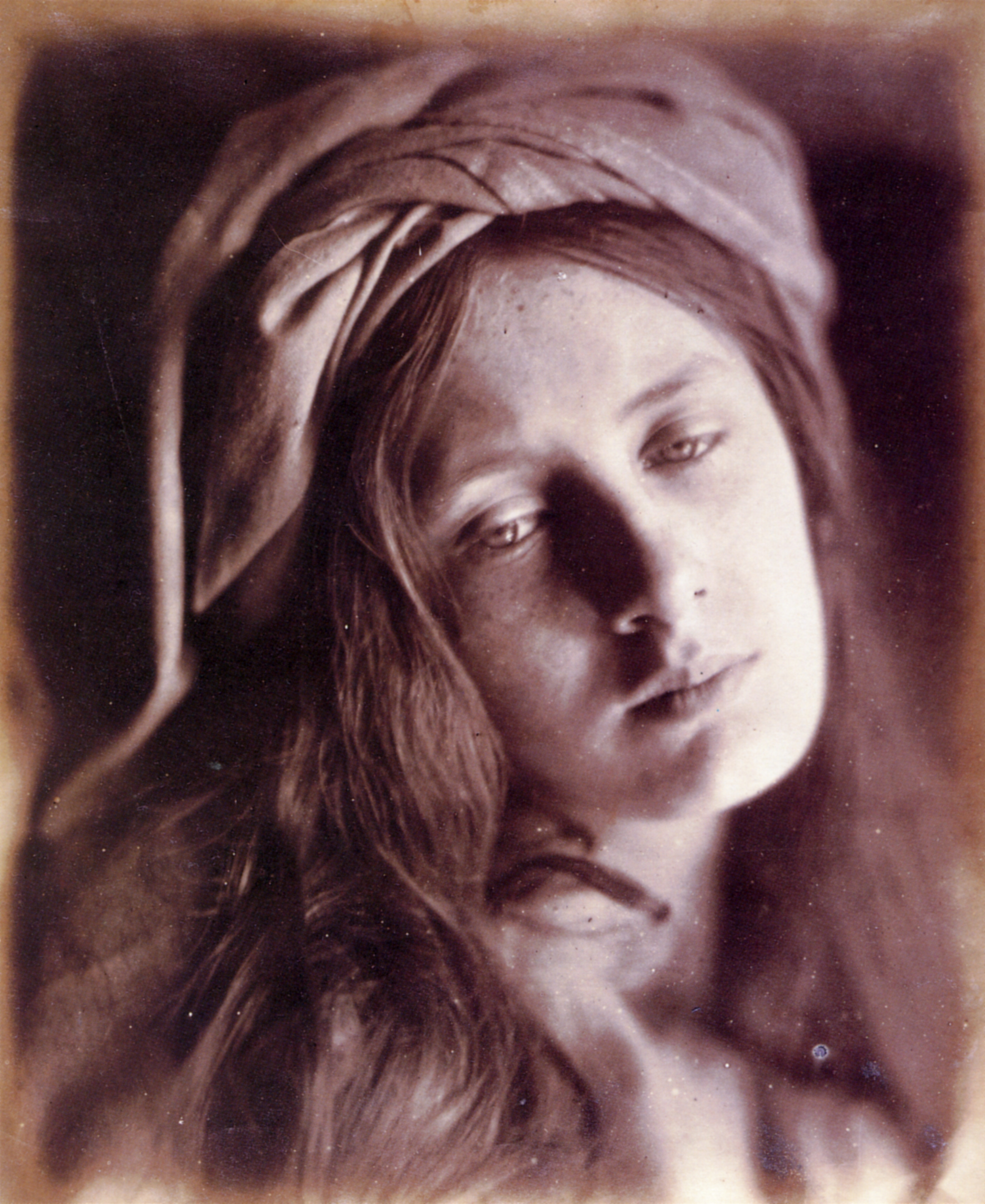
Julia Margaret Cameronová pořídila sérii portrétů Beatrice Cenci

## Události
- Julia Margaret Cameronová pořídila sérii portrétů Beatrice Cenci.

## Narození v roce 1870
- 8. ledna – Wanda von Debschitz-Kunowski, německá fotografka († 23. dubna 1935)
- 8. února – Drahomír Josef Růžička, česko-americký lékař a fotograf († 30. září 1960)
- 4. března – Hans Hildenbrand, německý fotograf, který během první světové války pořizoval barevné fotografie  († 2. ledna 1957)
- 21. března – Herbert Ponting, anglický fotograf († 7. února 1935)
- 14. dubna – Mia Greenová, švédská fotografka, v Haparandě dokumentovala historii, zejména během první světové války († 24. června 1949)
- 21. května – Ferdinand Schmutzer, rakouský malíř a fotograf († 26. října 1928)
- 8. června – Herman Deutmann, nizozemský dvorní fotograf († 25. prosince 1926)
- 1. července – Léonard Misonne, belgický piktorialistický fotograf († 14. září 1943)
- 21. července – Emil Orlik, malíř, grafik a fotograf († 28. září 1932)
- 1. srpna – Burton Holmes, americký cestovatel, fotograf a filmař († 22. července 1958)
- 4. srpna – Siri Schnéevoigt, fotografka a herečka narozená ve Finsku, ale aktivní v Dánsku († 9. listopadu 1948)
- 23. září – C. Yarnall Abbott, americký fotograf a malíř († 24. června 1938)
- 23. prosince – Jessie Tarbox Bealsová, americká fotografka, první fotoreportérka publikující svá díla ve Spojených státech a první noční fotografka († 30. května 1942)
- ? – Alice Millsová, australská profesionální fotografka působící v letech 1900 až 1929, vybudovala si jméno mezi nejlepšími fotografy v Melbourne († 1929)
- ? – José Demaría López zvaný Campúa, španělský novinář a fotograf († 22. září 1936)
- ? – Pavel Semjonovič Žukov, ruský fotograf  († 1942)
- ? – Alice Seeley Harris, britská misionářka a dokumentární fotografka († 24. listopadu 1970)
- ? – Pauline Kruger Hamiltonová, americká fotografka, která působila jako dvorní fotografka ve Vídni († 8. července 1918)
- ? – Arthur Elliott, jihoafrický fotograf, který zaznamenal architekturu a každodenní život Kapského Města. Pořídil přes 10 000 fotografií Nizozemsko-Kapské architektury, čímž vytvořil bezkonkurenční obrazový záznam budov z počátku 20. století v Kapsku († 20. listopadu 1938)
- ? – Fernando Garreaud, fotograf francouzského původu působící v Chile a Peru (1870–1929)
- ? – Holger Damgaard, dánský fotograf, v redakci Politiken jako první novinářský fotograf v Dánsku, byl také spoluzakladatelem a prezidentem Dánské unie novinářských fotografů Pressefotografforbundet (24. července 1870 – 15. ledna 1945)
- ? – Paul Louis Steenhuizen, nizozemský preparátor zvířat a fotograf ptáků, průkopník tohoto typu fotografie v Nizozemsku (18. září 1870 – 21. října 1940)

## Úmrtí v roce 1870
- 24. února – Hynek Fiedler, český malíř a portrétní fotograf (* 22. srpna 1836)
- 7. dubna – Claude Félix Abel Niépce de Saint-Victor, francouzský vynálezce v oboru fotografie (* 26. července 1805)
- 17. května – David Octavius Hill, skotský malíř, litograf a fotograf (* 1802)
- 17. srpna – Jean-Baptiste Louis Gros, francouzský diplomat, malíř a fotograf (* 8. února 1793)
- 23. prosince – Johan Adolf Sevén, švédský průkopník fotografie, malíř a spisovatel (* 23. června 1806)
- ? – Alessandro Duroni, italský portrétní fotograf (* 1807)
- ? – Louis-Camille d'Olivier, francouzský fotograf (* 1827)
- ? – Kakoku Šima, japonský fotograf (* 1827)
- ? – Benkiči Óno, japonský inženýr a průkopník fotografie (* 1801)
- ? – Alexander Greenlaw, amatérský britský koloniální fotograf známý pořízením nejstarší známé fotografie Hampi, oblasti Vijayanagara, která se později stala součástí světového dědictví UNESCO. (* 1818)
- ? – Josefa Pla Marco, španělská fotografka (* 1830)